# Абдулла Гюль
Абдулла́ Гюль (тур. Abdullah Gül; нар. 29 жовтня 1950, Кайсері, Туреччина) — президент Туреччини у 2007–2014. У 2002–2003 очолював уряд Туреччини, в 2003–2007 керував міністерством закордонних справ Туреччини.

## Життєпис
Народився 29 жовтня 1950 в Кайсері в центральній Туреччині. Закінчив школу в Кайсері та в 1968 поступив в Стамбульський університет, який закінчив в 1971 зі ступенем бакалавра економіки. Ще в університеті почав займатися політичною діяльністю, за що у свій час навіть не допускався до занять. Двічі — в 1975 і 1980 — був арештований, але щоразу його незабаром відпускали.
У 1980—1983 викладав економіку в Сакарійському університеті в місті Адапазари, де за його участі був утворений департамент промислової інженерії.
У 1983 захистив в Стамбульському університеті докторську дисертацію, присвячену економіці мусульманських країн. Брав участь в навчальних програмах в Лондоні й Ексетері.
У 1983—1991 працював економістом в Ісламському банку розвитку в Джидді (Саудівська Аравія). У 1991 повернувся на Батьківщину і став викладати міжнародну економіку.
У 1991 і 1995 обирався до турецького парламенту від ісламської Партії благоденствування (Refah Partisi), керованої відомим політичним діячем Неджметтіном Ербаканом. У 1991—1995 був членом парламентського комітету з бюджету і планування. У 1993 одночасно став заступником голови Партії благоденства, відповідальним за зовнішню політику. У 1995 увійшов до парламентського комітету із зовнішньої політики.
У 1992—2001 також брав участь в роботі Парламентської асамблеї Ради Європи, де він був членом комітету з культури та освіти і комітету з політики. У 2001 був вшанований однією з нагород Парламентської асамблеї.
У 1996 призначений державним міністром і прес-секретарем в уряді Ербакана. Крім цього, він залишався одним з головних радників Ербакана в області зовнішньої політики.
У 1997 під тиском армійського командування правляча коаліція, очолювана Партією благоденства, відмовилася від влади, а на початку 1998 (за іншими відомостями, в 1997) за підрив світської конституції опинилася під забороною. На основі Партії благоденства створена Партія чесноти (Fazilet Partisi), від якої в 1999 знов був вибраний до турецького парламенту. У 2000 виступав як кандидат в лідери Партії чесноти, але не був вибраний.
У 2001 була заборонена і Партія чесноти. Гюль, що сприймався як один з лідерів ісламістів, разом з низкою інших політиків створив нову Партію справедливості та розвитку (Adalet ve Kalkinma Partisi), яка перемогла на парламентських виборах 2002 року. Лідером партії був Таїп Ердоган, але відповідно до закону він не міг брати участь у виборах (у 1998—1999 він був ув'язнений за публічне читання нібито ісламістського вірша).
У листопаді 2002 новим прем'єр-міністром Туреччини став Гюль. Незабаром, проте, парламент прийняв поправку до турецької конституції, що дозволила Ердогану обіймати вищі державні посади, і в березні 2003 він став прем'єр-міністром, а Гюль — його заступником і міністром закордонних справ.
На посаді міністра закордонних справ проводив курс, направлений на прийняття Туреччини в Європейський союз. При цьому він приділяв особливу увагу розв'язанню кіпрського питання (впродовж багатьох років Кіпр роздільний на дві фактично незалежні частини — грецьку та турецьку, з яких тільки грецька визнана світовою спільнотою), яке, за його словами, «отруювало» процес вступу Туреччини в Європейський союз. Крім того, Гюль був відомий своєю критикою американської близькосхідної політики. Ще в березні 2003 Туреччина не допустила на свою територію американські війська, що готувалися до війни в Іраку, хоча сама Туреччина ввела війська на територію північного Іраку для боротьби з курдськими повстанцями. Пізніше Гюль підкреслював, що дії США на Близькому Сході настроюють навіть помірних турків проти цієї держави.
У квітні 2007 Партія справедливості і розвитку висунула Гюля кандидатом на посаду президента, проте антиісламіська секуляриська опозиція заблокувала його обрання, бойкотувавши вибори, що привело до відсутності кворуму. У травні Гюль зняв свою кандидатуру, після чого були призначені дострокові вибори до парламенту. В результаті липневих виборів секуляриські сили зазнали поразки, і в серпні 2007 року парламент з третього разу вибрав Гюля президентом Туреччини. Гюль став першим президентом Туреччини, що асоціюється з ісламіськими силами; водночас він підкреслював свою прихильність принципам світськості в державному устрої країни. Попри те, що Гюль формально став головнокомандувачем збройними силами Туреччини, на його інавгурацію не прийшов жоден представник вищого командування, настроєного проти консервативних мусульманських сил. У зв'язку з обранням Гюля підкреслювалося, що хоча президент Туреччини та не володіє реальною владою, він все ж таки може накладати вето на законопроєкти і розпускати парламент, а також призначає верховних суддів держави, так що обрання Гюля було досить істотним досягненням для Партії справедливості і розвитку.
У березні 2008 генеральний прокурор Туреччини зажадав оголосити поза законом Партію справедливості і розвитку і заборонити приблизно 70 керівникам партії (зокрема Гюлю) примикати до якої-небудь політичної партії на термін в 5 років, проте в липні 2008 року Верховний суд Туреччини відмовив прокуророві в цій вимозі.
6 вересня 2008 відвідав з візитом Вірменію, що стало першим в складній історії турецько-вірменських відносин візитом представника вищого керівництва однієї країни в іншу.
Крім турецької, Гюль володіє арабською й англійською мовами.

## Родина
У 1980 одружувався з Хайруннісі Озюр, у подружжя два сини, Ахмет Мунір і Мехмет Емре, і дочка Кубра. Підкреслюється, що Хайрунніса Гюль стала першою в історії світської Туреччини дружиною президента, яка носить мусульманську хустку.